# Chet (album)
Chet est un album du trompettiste de jazz américain Chet Baker, enregistré le 30 décembre 1958 et le 19 janvier 1959, et publié en 1959. 
L'album a été originellement publié par le label Riverside Records (RLP 12-299).

## Titres
| No  | Titre                                  | Auteur                                       | Durée |
| --- | -------------------------------------- | -------------------------------------------- | ----- |
| 1.  | Alone Together (en)                    | Howard Dietz, Arthur Schwartz                | 6:52  |
| 2.  | How High The Moon                      | Nancy Hamilton, Morgan Lewis                 | 3:36  |
| 3.  | It Never Entered My Mind               | Lorenz Hart, Richard Rodgers                 | 4:41  |
| 4.  | 'Tis Autumn (en)                       | Henry Nemo                                   | 5:18  |
| 5.  | If You Could See Me Now                | Tadd Dameron, Carl Sigman                    | 5:17  |
| 6.  | September Song                         | Kurt Weill, Maxwell Anderson                 | 3:05  |
| 7.  | You'd Be So Nice to Come Home To       | Cole Porter                                  | 4:33  |
| 8.  | Time on My Hands (You in My Arms) (en) | Harold Adamson, Mack Gordon, Vincent Youmans | 4:33  |
| 9.  | You and the Night and the Music        | Howard Dietz, Arthur Schwartz                | 4:06  |
| 10. | Early Morning Mood                     | Chet Baker                                   | 9:02  |

Note : Le titre Early Morning Mood, alias Early Morning Blues, était absent du lp original. Ce titre, crédité Chet Baker, est un blues, vraisemblablement "totalement improvisé" lors de la session.

## Personnel
- Chet Baker - trompette
- Herbie Mann - flûte traversière
- Pepper Adams - saxophone baryton (pistes 1-5, 6 & 8-10)
- Bill Evans - piano (pistes 1-5 & 7-10)
- Kenny Burrell - guitare (pistes 1-7, 9 & 10)
- Paul Chambers - contrebasse
- Connie Kay - batterie